# Cobra Kai: The Karate Kid Saga Continues
Cobra Kai: The Karate Kid Saga Continues é um jogo eletrônico de beat 'em-up e side-scrolling baseado na série de televisão americana Cobra Kai (que por sua vez é baseada na franquia de filmes The Karate Kid), desenvolvido pela Flux Game Studio e publicado pela GameMill Entertainment na América do Norte e Maximum Games na Europa. Foi lançado para Nintendo Switch, PlayStation 4 e Xbox One em 27 de outubro de 2020, enquanto uma versão de Microsoft Windows foi lançada em 5 de janeiro de 2021. A versão de Nintendo Switch foi lançada na Europa em 24 de novembro de 2020. Ralph Macchio, William Zabka, Jacob Bertrand e Gianni Decenzo reprisam seus papéis como Daniel LaRusso, Johnny Lawrence, Eli "Falcão" Moskowitz e Demetri, respectivamente, enquanto o resto dos outros personagens são dublados por diferentes atores.

## Desenvolvimento
O jogo foi anunciado em 25 de agosto de 2020. Um trailer do jogo foi lançado no mesmo dia.

## Recepção
No Metacritic, a versão de Nintendo Switch de Cobra Kai: The Karate Kid Saga Continues tem uma pontuação de 63% com base em sete análises, a versão para PlayStation 4 tem uma pontuação de 65% com base em dez análises e a versão Xbox One tem uma pontuação de 60% com base em sete avaliações, todas indicando avaliações "mistas ou médias".